# Andreas Pfingsten
Andreas Pfingsten (* 1957) ist ein deutscher Hochschullehrer und Direktor des Instituts für Kreditwesen der Universität Münster.

## Leben
Nach dem 1982 erfolgten Abschluss des Studiums zum Diplom-Wirtschaftsingenieur an der Universität Karlsruhe studierte Pfingsten von 1982 bis 1983 Volkswirtschaftslehre an der University of British Columbia in Vancouver (Canada), um 1985 an der Wirtschaftswissenschaftlichen Fakultät der Universität Karlsruhe zum Thema "The Measurement of Tax Progression" zum Dr. rer. pol. zu promovieren. Im Jahr 1988 habilitierte er dort mit der Habilitationsschrift „Facets of Sharing“.
Nach Stationen bei der FIDUCIA Informationszentrale AG in Karlsruhe (1988–1990) und als Universitätsprofessor (C3) für Volkswirtschaftslehre an der Universität-Gesamthochschule Siegen (1990–1994) ist Pfingsten seit 1994 Universitätsprofessor (C4) für Betriebswirtschaftslehre, insbesondere Betriebswirtschaftslehre der Banken an der Universität Münster. Ausgewählte Forschungsschwerpunkte liegen auf dem Gebiet der Bankbetriebslehre beim Kreditgeschäft, der Bankenregulierung, dem Risikomanagement und der Bankkalkulation. Mit den 10. Münsteraner Bankentagen, endete im April 2024 die universitäre Laufbahn nach 30 Jahren als Direktor des Institutes für Kreditwesen.
Er ist Autor von zahlreichen nationalen und internationalen Veröffentlichungen. Seit 1999 ist Andreas Pfingsten Mitglied der Nordrhein-Westfälischen Akademie der Wissenschaften und der Künste. Die Wirtschafts- und Sozialwissenschaftliche Fakultät der Universität Rostock verlieh ihm 2022 die Ehrendoktorwürde. Im Jahr 2024 wurde er von der Studienstiftung des deutschen Volkes mit der Daidalos-Münze ausgezeichnet.

## Publikationen (Auswahl)
- S. Pittnauer, M. Hohnisch, A. Ostermaier, A. Pfingsten: Effects of Social Information on Risk Taking and Performance: Understanding Others’ Decisions vs. Comparing Oneself with Others in Short-Term Performance. In: Organization Science. Band 34, 2023, S. 2352–2372.
- F. Kaposty, P. Klein, M. Löderbusch, A. Pfingsten: Loss Given Default in SME Leasing. In: Review of Managerial Science. Band 16, 2022, S. 1561–1597.
- J. Kriebel, A. Pfingsten: Editorial — Machine Learning Methods as Components of Existing Business Models. In: Die Unternehmung/Swiss Journal of Business Research and Practice. Band 75, Nr. 3, 2021, S. 319–323.
- mit Thomas Hartmann-Wendels und Martin Weber: Bankbetriebslehre. 7. Auflage. Springer Verlag, 2019, ISBN 978-3-662-58289-3.
- A. Pfingsten (Hrsg.): Die neue Welt der Banken. Verlag Springer Gabler, Wiesbaden 2016, ISBN 978-3-658-14821-8.
- A. Pfingsten (Hrsg.): Zukunftsperspektiven der Bankwirtschaft. Verlag Springer Gabler, Wiesbaden 2013, ISBN 978-3-658-02737-7.
- A. Pfingsten (Hrsg.): Ursachen und Konsequenzen der Finanzkrise. Verlag Springer Gabler, Wiesbaden 2011, ISBN 978-3-8349-3549-6.
- A. Pfingsten: Aktuelle Herausforderungen des Bankmanagements. Fritz Knapp Verlag, Frankfurt am Main 2007, ISBN 978-3-8314-0814-6.
- A. Pfingsten: The Measurement of Tax Progression. Springer-Verlag, Berlin/Heidelberg 1985, ISBN 3-540-16072-8.